# Soteriscus colasi
Soteriscus colasi är en kräftdjursart som beskrevs av Albert Vandel1960. Soteriscus colasi ingår i släktet Soteriscus och familjen Porcellionidae.

## Underarter
Arten delas in i följande underarter:
- S. c. colasi
- S. c. desertarum